# Radio Eska Radom
Radio Eska Radom (dawniej Radio Radom, popularnie nazywana Ra-Ra) - radomska rozgłośnia radiowa należąca do sieci Radia Eska. Nadawana jest na częstotliwości 106,9 MHz z mocą 10 kW. Siedziba Radia Eska Radom znajduje się przy ul. Struga 39A.

## Historia
Początki Radia Eska Radom sięgają Radia Radom, uruchomionego 26 października 1994 na częstotliwościach 69,59 MHz i 106,9 MHz. Właścicielem pierwszej koncesji była Gmina Radom a za produkcję programu początkowo odpowiedzialna była spółka "Arch-Geobud" a od 1995 spółka "Radom-Media". Radio Radom na początku nadawania miał charakter informacyjno-muzyczny. Oprócz lokalnych audycji m.in. Informacji ze służb miejskich czy Cen z targowisk nadawano muzykę od jazzu do muzyki poważnej.
W 2000, Rada Miejska powołała spółkę Radio Radom S.A., w której 51% udziałów należało do Gminy Radom, natomiast 49% przypadło Zjednoczonym Przedsiębiorstwom Rozrywkowym, właścicielowi Radia Eska. W późniejszym czasie, Gmina posiadała 52,5% udziałów w spółce, natomiast pozostałe udziały miały spółka Finkorp (25%) i ZPR (22,5%).
Nowa spółka zaczęła starać się o nową koncesję na nadawanie programu. Uchwała o wydaniu nowej koncesji została podjęta 14 września 2001. We wrześniu 2003, Zjednoczone Przedsiębiorstwa Rozrywkowe nabyły pozostałe udziały Gminy Radom w spółce za 200 tysięcy złotych. 3 maja 2004, w miejsce Radia Radom pojawiło się Radio Eska Radom. Zmianę poprzedziła półgodzinna przerwa w nadawaniu programu. Radio jest nadawane z anteny nadawczej umieszczonej na Kominie Ciepłowni Miejskiej Południe.